# Expansió (videojocs)
Una expansió o extensió és una addició a un videojoc existent. Aquestes addicions generalment inclouen noves àrees o mapes, armes, objectes, unitats o una història estesa per a completar un joc llançat anteriorment.

## Descripció
El preu de l'expansió sol ser molt menor que el del joc original, no obstant això existeixen versions que multipliquen el preu original, tals com les edicions limitades. Degut al fet que les expansions consisteixen solament en contingut addicional, la majoria de les expansions requereixen el joc original per a poder instal·lar-se i jugar-se. En el cas dels jocs amb moltes expansions, és comuna que les empreses comencen a vendre paquets que incloguen el joc original més les primeres expansions, tal és el cas de Els Sims Deluxe (Els Sims i Els Sims: Més vius que mai). Aquests paquets fan el joc més accessible per als nous jugadors. Quan els jocs arriben a la seua fi, sovint les distribuïdores llancen una col·lecció "completa" o "or" que inclou el joc més totes les seues expansions.
Les expansions són més comunament llançades per a jocs de computadora, però s'estan tornant cada vegada més freqüents per a jocs de consola, degut particularment a la popularitat dels serveis en línia de les consoles, com Xbox Live i PlayStation Network. Un exemple d'expansió de consola seria Halo 2 Multiplayer Map Pack la qual conté nou mapes nous i actualitzacions per al joc que solament estaven disponibles per als usuaris de Xbox Live i van passar a estar disponibles per a tots els jugadors. L'augment dels jocs multiplataforma també ha dut a una major quantitat de llançaments d'expansions per a consoles, especialment expansions autònomes (descrites baix). Command & Conquer 3: Kane's Wrath, per exemple, requereix el Command & Conquer 3: Tiberium Wars original per a jugar-se en PC, però cap de les versions de Xbox 360 de Tiberium Wars i Kane's Wrath requereix l'altra per a ser jugades.

## Història
Grand Theft Auto: London, 1969 va ser la primera expansió llançada para PlayStation. El joc requeria que el jugador inserira el disc de London, ho llevara, inserix el disc del Grand Theft Auto original, ho llevara, i després inserira el disc de London altra vegada per a jugar.
Sonic and Knuckles per a Sega Genesis va ser inusual, ja que funcionava com un cartutx individual i també com una expansió per a Sonic the Hedgehog 2 i Sonic the Hedgehog 3

## Expansions autònomes
Algunes expansions no requereixen el joc original per a usar el nou contingut, com és el cas de Half-Life: Blue Shift o Sonic & Knuckles. En alguns casos, una expansió autònoma com Heroes of Might and Magic III: The Shadow of Death o Dungeon Siege: Legends of Aranna, inclou el joc original. Les expansions autònomes són preferides pels minoristes perquè requereixen menys espai i generalment són més fàcils de moure, ja que no carreguen amb el prerequisit de posseir el joc original. Moltes vegades, els jocs d'antologia llançats com "joc de l'any", "versió del director", etc. són exemples d'expansions autònomes.